# Dario Melnjak
Dario Melnjak (Varaždin, 31. listopada 1992.) hrvatski je nogometaš i reprezentativac koji igra na poziciji braniča.  Trenutačno igra za Hajduk Split.

## Klupska karijera
Melnjak je karijeru započeo u niželigašu Nedeljancu, klubu u kojem je proveo veći dio omladinske karijere. Za prvu momčad je debitirao u sezoni 2010./11., nakon čega odlazi u trećeligaša Zelinu s kojom je izborio drugu ligu u sezoni 2011./12. U sezoni 2013./14. prešao je u prvoligaša Slaven Belupo. Melnjak je 2. veljače 2015. potpisao trogodišnji ugovor s belgijskim Lokerenom. Tamo se i nije baš naigrao pa je išao na dvije posudbe, u Neftçi Baku i Slaven Belupo. Za Domžale je potpisao u kolovozu 2017. godine.  U dvije sezone u slovenskom klubu skupio je 43 nastupa i 8 pogodaka. U siječnju 2019. godine, Melnjak je potpisao za turski Çaykur Rizespor.
Za Hajduk u kupu sezone 2021./22 u polufinalnoj, protiv HNK Gorice, i finalnoj utakmici, protiv NK Rijeke, je zabio po dva pogotka svakoj.

## Reprezentativna karijera
Za seniorsku momčad Hrvatske, debitirao je 11. lipnja 2019. godine protiv Tunisa. 

## Privatan život
Melnjakov bratić je također hrvatski nogometaš Marko Rog.

## Vanjske poveznice
- Dario Melnjak, Transfermarkt (engl.)
- Dario Melnjak, Soccerway (engl.)
- Dario Melnjak, Hrvatski nogometni savez